# Malombesee
Der Malombesee ist der drittgrößte See in Malawi (Ostafrika).

## Beschreibung
Er liegt in 472 m Höhe, ist knapp 30 km lang, bis 15 km breit, 7 m tief und hat teils verwilderte, teils sumpfige Ufer. Der See ist eine Erweiterung des Flusses Shire, der den weiter nördlich gelegenen Malawisee entwässert. Da der Malawisee nur 13 km nördlich liegt und touristisch bei weitem interessanter ist, spielt der Malombesee eher als Naturreservat eine Rolle. Im Südosten umfasst der Liwonde-National-Park einen Teil seines Ufers.

## Fischfauna
Die Fischfauna des Sees wird von kleinen bis mittelgroßen Buntbarschen dominiert, die der Malombesee teilweise mit dem weitaus größeren und artenreicheren Malawisee teilt. Am bedeutendsten sind Vertreter der Gattungen Lethrinops, Otopharynx und Copadichromis, die meist nur 7 bis 8 cm lang sind, etwa 70 % der Fischfänge der einheimischen Fischer ausmachen und von ihnen als „Kambuzi“ bezeichnet werden. Weitere im See lebende Buntbarsche sind der fast 30 cm lang werdende „Chambo“ (Oreochromis sp.), der „Mbaba“ (Buccochromis sp.) und der „Mcheni“ (Rhamphochromis sp.). Die verschiedenen Rhamphochromis-Arten sind Fischfresser und fressen vor allem den Karpfenfisch Engraulicypris sardella, Copadichromis und Diplotaxodon sp., einer weiteren Buntbarschart. Die häufigste „Mcheni“-Art, Rhamphochromis longiceps wird 20 cm lang und ist damit die kleinste Rhamphochromis-Art. Weitere Fische im See sind die Welse „Kampango“ (Bagrus meridionalis) und Clarias gariepinus, der mit einer Maximallänge von einem Meter und einem Maximalgewicht von 20 kg der größte Fisch des Sees ist.
Laut FAO werden im See pro Jahr 12.100 t Fisch gefangen.